# Nagoya Marimbas
Nagoya Marimbas est une œuvre musicale de Steve Reich composée en 1994 pour deux marimbas.

## Historique
Cette courte pièce a été commandée par le conservatoire de musique de la ville de Nagoya au Japon pour l'inauguration de sa nouvelle salle, le Shirakawa Hall. La première de l'œuvre eut lieu le 21 décembre 1994.

## Structure
Nagoya Marimbas est une œuvre en un seul mouvement reprenant les techniques de décalage de phase développées par Reich dans les années 1970. Dans cette pièce, les motifs sont cependant plus développés mélodiquement, et changent plus fréquemment, ce qui rapproche Nagoya Marimbas des œuvres plus récentes du compositeur. La pièce est aussi beaucoup plus difficile à jouer. Son exécution dure environ cinq minutes.

## Enregistrements
- Sur le disque Proverb – City Life – Nagoya Marimbas, par Bob Becker et James Preiss (membres du Steve Reich Ensemble), chez Nonesuch Records (1996).